# ورخنیکا
ورخنیکا (اسلوونیایی: Vrhnika؛ آلمانی: Oberlaibach) یک شهر در اسلوونی با جمعیت ۸٬۴۵۴ نفر است که در Municipality of Vrhnika واقع شده‌است.

## نگارخانه

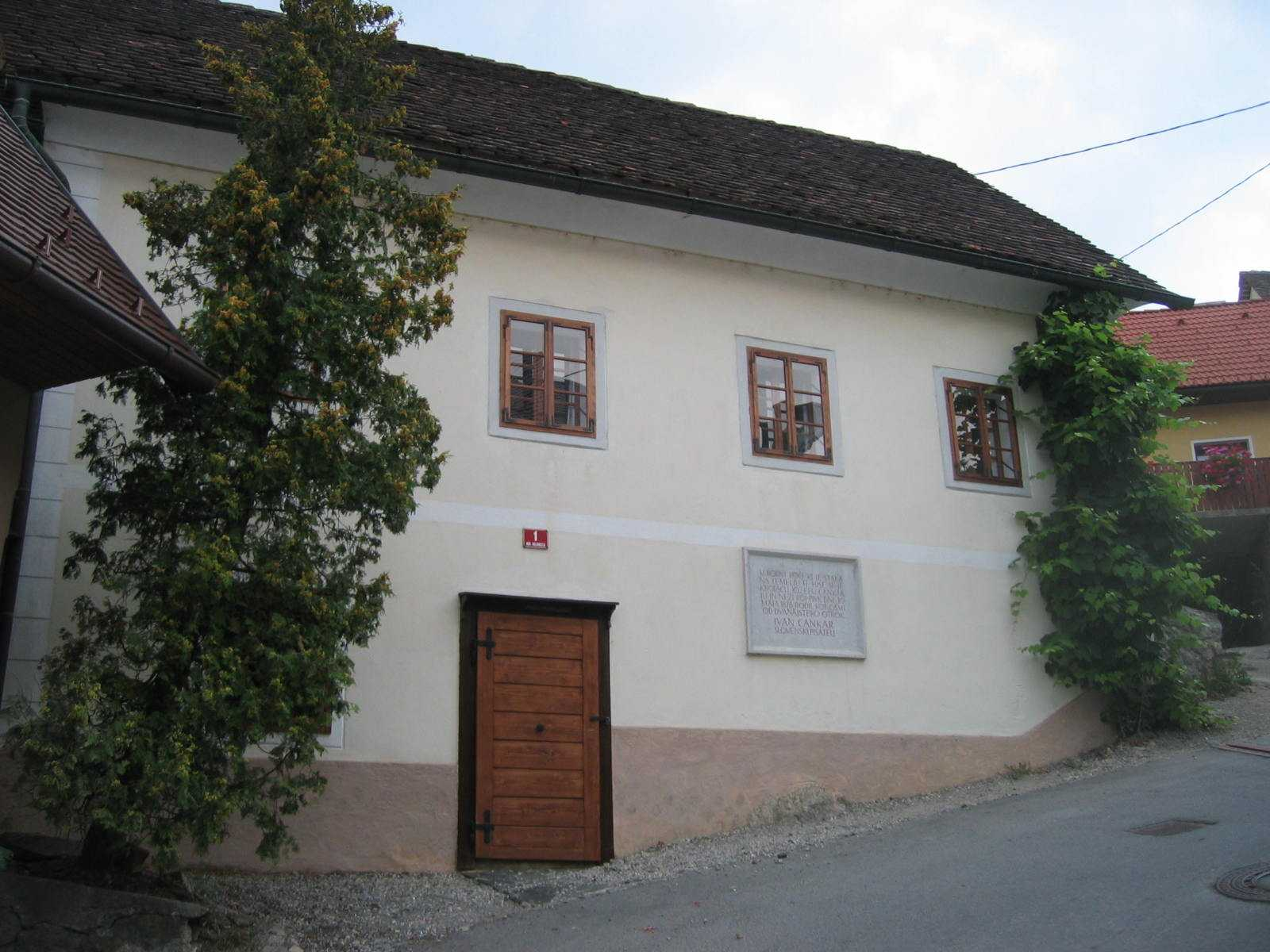
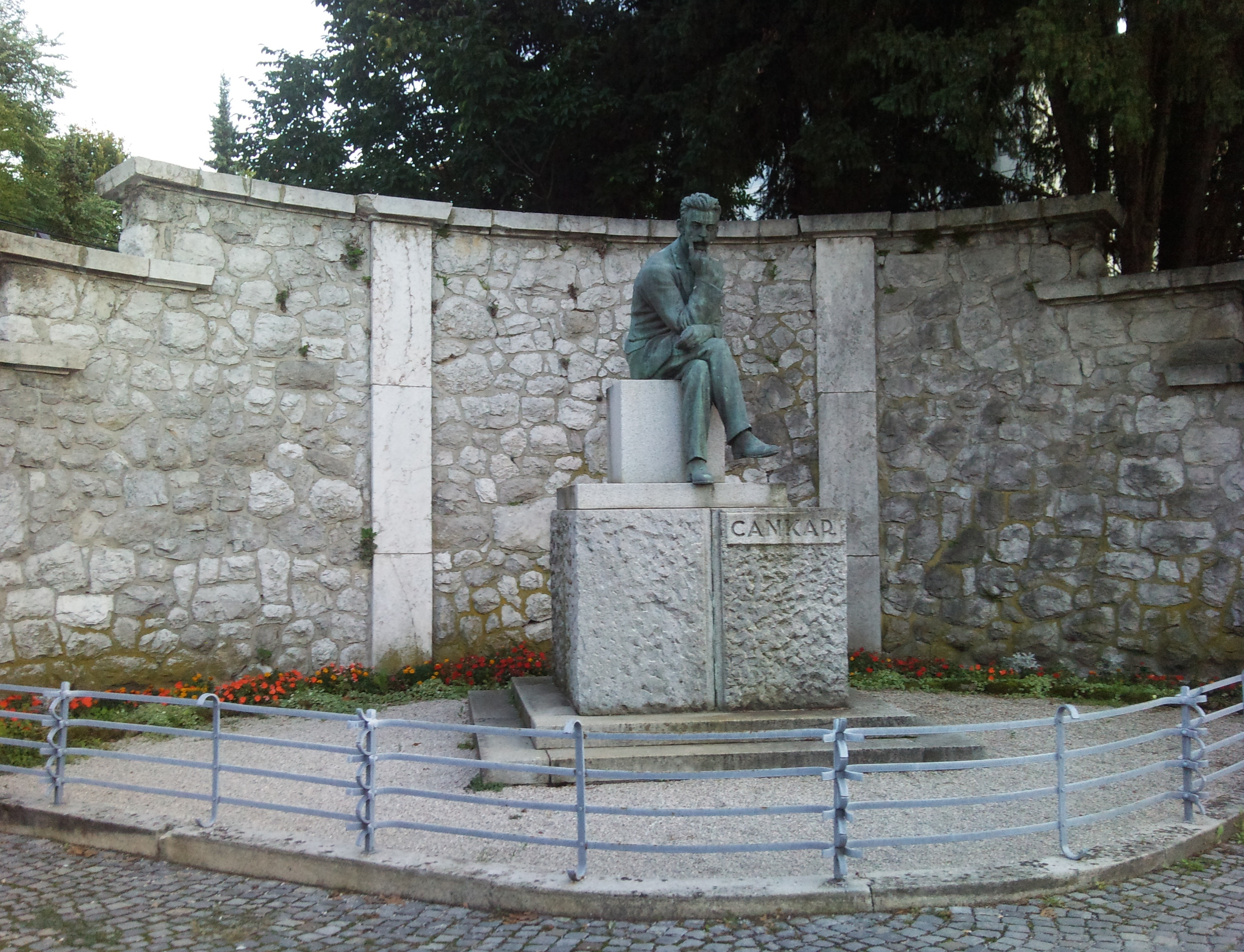